# Retiro (Madrid)
Retiro est un des vingt-et-un arrondissements de la ville de Madrid. D'une superficie de 537,8 hectares, il accueille 125 978 habitants. 

## Géographie
L'arrondissement est divisé en six quartiers (barrios) :
- Adelfas
- Estrella
- Ibiza
- Jerónimos
- Niño Jesús
- Pacífico